# 20496 Jeník
(20496) Jeník, denumire internațională (20496) Jenik, este un asteroid din centura principală de asteroizi.

## Descriere
20496 Jeník este un asteroid din centura principală de asteroizi. A fost descoperit pe 22 august 1999 la Observatorul din Ondřejov de Lenka Šarounová. Asteroidul prezintă o orbită caracterizată de o semiaxă mare de 3,04 ua, o excentricitate de 0,18 și o înclinație de 13,3° în raport cu ecliptica.